# Liste des cavités naturelles les plus longues de la Dordogne
La liste des cavités naturelles les plus longues de la Dordogne recense, sous forme de tableau(x), les cavités souterraines naturelles connues dans ce département français, dont le développement est supérieur ou égal à cinq cents mètres.
La communauté spéléologique considère qu'une cavité souterraine naturelle n'existe vraiment qu'à partir du moment où elle est « inventée » c'est-à-dire découverte (ou redécouverte), inventoriée, topographiée et publiée. Bien sûr, la réalité physique d'une cavité naturelle est la plupart du temps bien antérieure à sa découverte par l'homme ; cependant tant qu'elle n'est pas explorée, mesurée et révélée, la cavité naturelle n'appartient pas au domaine de la connaissance partagée.
La liste spéléométrique des 68 plus longues cavités naturelles de la Dordogne (≥ cinq cents mètres) est actualisée à fin décembre 2020.
La plus longue cavité souterraine naturelle répertoriée dans le département de la Dordogne est  « le Trou du Vent », sur la commune de Bouzic (cf. ligne 1 du tableau ci-dessous).

La célèbre grotte de Lascaux, à Montignac-Lascaux, ne figure pas dans cette liste car le développement cumulé de ses salles et galeries n'est que de 250 mètres environ.

## Répartition géographique
| \| Périgueux Bergerac Nontron Sarlat-la-Canéda \| Répartition géographique des cavités naturelles de la Dordogne. |
| Périgueux Bergerac Nontron Sarlat-la-Canéda                                                                       |

## Histogramme à 4 classes
| \| Histogramme de la répartition des plus longues cavités naturelles de la Dordogne par classe de développement -- Les 68 cavités citées fin 2020 sont réparties en 4 classes de développement -- \| \| \| \| \| \| \| \| \| \| \| \| \| \| \| classe I >= 5 000 m 5 cavité[s] \| classe II >= 2 000 m et < 5 000 m 8 cavités \| classe III >= 1 000 m et < 2 000 m 18 cavités \| classe IV >= 500 m et < 1 000 m 37 cavités \| \| |                                 |                                             |                                               |                                            |  |
| Le graphique qui aurait dû être présenté ici ne peut pas être affiché car il utilise l'ancienne extension Graph, désactivée pour des questions de sécurité. Des indications pour créer un nouveau graphique avec la nouvelle extension Chart sont disponibles ici . |                                 |                                             |                                               |                                            |  |
| Histogramme de la répartition des plus longues cavités naturelles de la Dordogne par classe de développement -- Les 68 cavités citées fin 2020 sont réparties en 4 classes de développement -- |                                 |                                             |                                               |                                            |  |
| |                                 |                                             |                                               |                                            |  |
| | classe I >= 5 000 m 5 cavité[s] | classe II >= 2 000 m et < 5 000 m 8 cavités | classe III >= 1 000 m et < 2 000 m 18 cavités | classe IV >= 500 m et < 1 000 m 37 cavités |  |

## Cavités de la Dordogne (France) dont le développement est supérieur ou égal à5 000 mètres
5 cavités sont recensées dans cette « classe I » au 31-12-2020.
| N° | Cavité (autres noms)                             | Commune                            | Massif ou zone | Coord. (WGS 84)             | Dévelop. (mètres) | Déniv. (mètres) | Sources ou références                                | Mise à jour |
| -- | ------------------------------------------------ | ---------------------------------- | -------------- | --------------------------- | ----------------- | --------------- | ---------------------------------------------------- | ----------- |
| 1  | Trou du Vent                                     | Bouzic                             |                | 44° 43′ 10″ N, 1° 13′ 16″ E | +10 800, m        | +0104, m        | bouzic-perigord.fr, & Ecole Française de Spéléologie | 2013-11     |
| 2  | Grotte du Cluzeau                                | Villars                            |                | 45° 26′ 32″ N, 0° 47′ 05″ E | +9 000, m         | NC              | Spéléométrie de la France                            | 2000-12     |
| 3  | Grotte de Miremont                               | Rouffignac-Saint-Cernin-de-Reilhac |                | 44° 58′ 09″ N, 1° 01′ 58″ E | +7 500, m         | NC              | Grottocenter                                         | 2000-12     |
| 4  | Ruisseau souterrain de Sarconnat - Les Charreaux | Excideuil                          |                | 45° 19′ 34″ N, 1° 03′ 09″ E | +6 768, m         | +0048, m        | Spéléométrie de la France                            | 2000-12     |
| 5  | Doux de Coly                                     | La Cassagne                        |                | 45° 04′ 01″ N, 1° 17′ 36″ E | +5 880, m         | +0065, m        | plongeesout.com & Grottocenter                       | 2002-01     |

## Cavités de la Dordogne (France) dont le développement est compris entre2 000 mètreset4 999 mètres
9 cavités sont recensées dans cette « classe II » au 31-12-2020.
| N° | Cavité (autres noms)             | Commune                | Massif ou zone | Coord. (WGS 84)             | Dévelop. (mètres) | Déniv. (mètres) | Sources ou références                | Mise à jour |
| -- | -------------------------------- | ---------------------- | -------------- | --------------------------- | ----------------- | --------------- | ------------------------------------ | ----------- |
| 6  | Trou de la Millette              | Nailhac                |                | 45° 14′ 00″ N, 1° 08′ 02″ E | +4 500, m         | +0030, m        | Spéléométrie de la France & Karsteau | 2000-12     |
| 7  | Source de Glane                  | Saint-Jory-las-Bloux   |                | 45° 19′ 55″ N, 0° 56′ 41″ E | +4 350, m         | +0030, m        | Plongeesout                          | 2000-12     |
| 8  | Trou du Petit Homme              | Cherveix-Cubas         |                | 45° 16′ 03″ N, 1° 06′ 08″ E | +3 750, m         | +0041, m        | Karsteau                             | 2003-11     |
| 9  | Font Anguillère                  | Rouffignac-de-Sigoulès |                | 44° 46′ 06″ N, 0° 26′ 12″ E | +3 576, m         | NC              | Spéléométrie de la France            | 2000-12     |
| 10 | Eydze d'En Brousse               | Jayac                  | Causse du Coly | 45° 01′ 55″ N, 1° 21′ 49″ E | +2 993, m         | +0100, m        | Spelunca no 162                      | 2019-10     |
| 11 | Grotte de la Varenne             | Saint-Front-la-Rivière |                | 45° 28′ 16″ N, 0° 43′ 08″ E | +2 500, m         | NC              | Spéléométrie de la France            | 2000-12     |
| 12 | Ruisseau souterrain de la Reille | Nailhac                |                | 45° 13′ 06″ N, 1° 08′ 08″ E | +2 260, m         | NC              | Karsteau                             | 2000-12     |
| 13 | Ruisseau souterrain des Échasses | Saint-Martin-le-Pin    |                | 45° 32′ 24″ N, 0° 36′ 41″ E | +2 058, m         | NC              | Spelunca no 72                       | 2000-12     |
| 14 | Source de la Clautre             | Tourtoirac             |                | 45° 16′ 12″ N, 1° 03′ 40″ E | +2 000, m         | NC              | Plongeesout                          | 2010-05     |

## Cavités de la Dordogne (France) dont le développement est compris entre1 000 mètreset1 999 mètres
18 cavités sont recensées dans « classe III » au 31-12-2020.
| N° | Cavité (autres noms)                  | Commune                            | Massif ou zone            | Coord. (WGS 84)             | Dévelop. (mètres) | Déniv. (mètres) | Sources ou références                    | Mise à jour |
| -- | ------------------------------------- | ---------------------------------- | ------------------------- | --------------------------- | ----------------- | --------------- | ---------------------------------------- | ----------- |
| 14 | Ruisseau souterrain du Plancat        | Le Bugue                           |                           | 44° 56′ 32″ N, 0° 55′ 50″ E | +1 700, m         | NC              | Spéléométrie de la France                | 2000-12     |
| 15 | Croze à Rolland                       | Nadaillac                          | Causse du Coly            | 45° 02′ 24″ N, 1° 23′ 17″ E | +1 700, m         | +0125, m        | speleo-mandeure.fr                       | 2005-12     |
| 16 | Grotte de Cussac                      | Le Buisson-de-Cadouin              |                           | 44° 49′ 47″ N, 0° 50′ 53″ E | +1 650, m         | NC              | Spéléométrie de la France                | 2000-12     |
| 17 | Ruisseau souterrain des Rhodes-Basses | Ribagnac                           |                           | 44° 44′ 52″ N, 0° 28′ 57″ E | +1 614, m         | NC              | Spéléométrie de la France                | 2000-12     |
| 18 | Évent de la Bouygue                   | La Cassagne                        |                           | 45° 03′ 54″ N, 1° 17′ 58″ E | +1 600, m         | NC              | Spéléométrie de la France                | 2000-12     |
| 19 | Ruisseau souterrain de la Borie       | Sainte-Eulalie-d'Eymet             |                           | 44° 42′ 06″ N, 0° 22′ 10″ E | +1 563, m         | NC              | Spéléométrie de la France                | 2000-12     |
| 20 | Perte de la Tuilière                  | Granges-d'Ans                      |                           | 45° 11′ 25″ N, 1° 07′ 23″ E | +1 550, m         | NC              | Spéléométrie de la France                | 2000-12     |
| 21 | Trou de la Pépie                      | La Chapelle-Montmoreau             |                           | 45° 27′ 46″ N, 0° 38′ 09″ E | +1 500, m         | +0010, m        | Spéléométrie de la France                | 2000-12     |
| 22 | Grotte de Caudon                      | Domme                              |                           | 44° 49′ 21″ N, 1° 15′ 24″ E | +1 500, m         | +0020, m        | Spéléométrie de la France & Grottocenter | 2000-12     |
| 23 | Perte de la Cave                      | Granges-d'Ans                      |                           | 45° 11′ 54″ N, 1° 06′ 07″ E | +1 400, m         | +0031, m        | Spéléométrie de la France                | 2000-12     |
| 24 | Grotte de la Meyssandie               | Rouffignac-Saint-Cernin-de-Reilhac |                           | 45° 00′ 58″ N, 0° 56′ 48″ E | +1 348, m         | NC              | Spéléométrie de la France                | 2000-12     |
| 25 | Trou du Huguenot                      | Cherveix-Cubas                     | Causse Isle Loue Auvézère | 45° 18′ 12″ N, 1° 06′ 01″ E | +1 340, m         | NC              | Spéléométrie de la France & Karsteau     | 2020-12     |
| 26 | Ruisseau souterrain du Queyla         | Conne-de-Labarde                   |                           | 44° 46′ 17″ N, 0° 32′ 42″ E | +1 258, m         | NC              | Spéléométrie de la France                | 2000-12     |
| 27 | Ouillade de Sainte-Hilaire            | Tourtoirac                         |                           | 45° 16′ 12″ N, 1° 04′ 50″ E | +1 130, m         | NC              | Spéléométrie de la France                | 2000-12     |
| 28 | Grotte de Devigne                     | Issac                              |                           | 45° 01′ 13″ N, 0° 25′ 07″ E | +1 050, m         | NC              | Spéléométrie de la France                | 2000-12     |
| 29 | Grotte du Lavoir de Bussac            | Granges-d'Ans                      |                           | 45° 11′ 45″ N, 1° 07′ 52″ E | +1 015, m         | NC              | Spéléométrie de la France                | 2000-12     |
| 30 | Ruisseau souterrain de la Coquette    | Saint-Capraise-d'Eymet             |                           | 44° 42′ 00″ N, 0° 30′ 12″ E | +1 010, m         | NC              | Spéléométrie de la France                | 2000-12     |
| 31 | Réseau La Plansonnie - Le Poirier     | Azerat                             |                           | 45° 10′ 02″ N, 1° 06′ 42″ E | +1 000, m         | +0030, m        | Spéléométrie de la France                | 2000-12     |

## Cavités de la Dordogne (France) dont le développement est compris entre500 mètreset999 mètres
37 cavités sont recensées dans « classe IV » au 31-12-2020.
| N° | Cavité (autres noms)                 | Commune                       | Massif ou zone                 | Coord. (WGS 84)             | Dévelop. (mètres) | Déniv. (mètres) | Sources ou références                      | Mise à jour |
| -- | ------------------------------------ | ----------------------------- | ------------------------------ | --------------------------- | ----------------- | --------------- | ------------------------------------------ | ----------- |
| 32 | Gouffre de Crobique                  | Beynac-et-Cazenac             |                                | 44° 50′ 44″ N, 1° 08′ 34″ E | +0980, m          | +0030, m        | Spéléométrie de la France                  | 2000-00     |
| 33 | Grotte de Journiac                   | Journiac                      |                                | 44° 58′ 48″ N, 0° 53′ 15″ E | +0950, m          | +0030, m        | Spéléométrie de la France                  | 2000-12     |
| 34 | Font de la Doue                      | Saint-Raphaël                 |                                | 45° 17′ 31″ N, 1° 05′ 05″ E | +0940, m          | NC              | Spéléométrie de la France                  | 2000-12     |
| 35 | Grotte de Cadouin                    | Le Buisson-de-Cadouin         |                                | 44° 50′ 37″ N, 0° 54′ 32″ E | +0900, m          | NC              | Spéléométrie de la France                  | 2000-12     |
| 36 | Trou de l'Arc                        | Domme                         |                                | 44° 48′ 23″ N, 1° 14′ 42″ E | +0890, m          | NC              | Spéléométrie de la France                  | 2000-12     |
| 37 | Ruisseau souterrain de Vigneras      | Bassillac et Auberoche        |                                |                             | +0850, m          | NC              | Spéléométrie de la France                  | 2000-12     |
| 38 | Grotte de la Plaine de Thomas        | Campagnac-lès-Quercy          |                                | 44° 41′ 33″ N, 1° 08′ 58″ E | +0810, m          | +0039, m        | Spéléométrie de la France                  | 2000-12     |
| 39 | Ruisseau souterrain des Bardicales   | Maurens                       |                                | 44° 55′ 05″ N, 0° 28′ 18″ E | +0800, m          | NC              | Spéléométrie de la France                  | 2000-12     |
| 40 | Ruisseau souterrain de Fonroque      | Marquay                       |                                |                             | +0785, m          | NC              | Spéléométrie de la France                  | 2000-12     |
| 41 | Ruisseau souterrain de Gaulejat      | Montignac-Lascaux             |                                | 45° 05′ 41″ N, 1° 07′ 59″ E | +0780, m          | NC              | Spéléométrie de la France                  | 2000-12     |
| 42 | Méandre de la Grézelie               | Marquay                       |                                | 44° 55′ 48″ N, 1° 08′ 51″ E | +0750, m          | NC              | Spéléométrie de la France                  | 2000-12     |
| 43 | Ruisseau souterrain de Font de Cuges | Bars                          |                                | 45° 04′ 58″ N, 1° 01′ 20″ E | +0742, m          | NC              | Spéléométrie de la France                  | 2000-12     |
| 44 | Ruisseau souterrain de la Rouquette  | Port-Sainte-Foy-et-Ponchapt   |                                | 44° 51′ 26″ N, 0° 13′ 35″ E | +0707, m          | NC              | Spéléométrie de la France                  | 2000-12     |
| 45 | Trou de la Salamandre                | Saint-Romain-et-Saint-Clément |                                | 45° 25′ 19″ N, 0° 51′ 34″ E | +0700, m          | NC              | Spéléométrie de la France                  | 2000-12     |
| 46 | Gouffre de la Fayolle                | Nailhac                       | Causse de Hautefort Tourtoirac | 45° 13′ 45″ N, 1° 07′ 49″ E | +0700, m          | +0047, m        | Karsteau                                   | 2005-01     |
| 47 | Fontaine du Toulon                   | Gaugeac                       |                                | 44° 40′ 15″ N, 0° 52′ 15″ E | +0700, m          | NC              | Spéléométrie de la France                  | 2000-12     |
| 48 | Grotte du Cheyrat                    | Villamblard                   |                                | 45° 01′ 57″ N, 0° 33′ 13″ E | +0680, m          | NC              | Spéléométrie de la France                  | 2000-12     |
| 49 | Grotte de Beaussac                   | Mareuil en Périgord           |                                |                             | +0660, m          | NC              | Spéléométrie de la France                  | 2000-12     |
| 50 | Grottes de Cournazac - Paulin        | Les Eyzies-de-Tayac-Sireuil   |                                | 44° 55′ 43″ N, 1° 02′ 06″ E | +0650, m          | +0030, m        | Spéléométrie de la France                  | 2000-12     |
| 51 | Grotte de Cérijol                    | Brantôme                      |                                |                             | +0620, m          | NC              | Spéléométrie de la France                  | 2000-12     |
| 52 | Grotte du Terme                      | Saint-Germain-du-Salembre     |                                | 45° 08′ 03″ N, 0° 27′ 32″ E | +0600, m          | NC              | Spéléométrie de la France                  | 2000-12     |
| 53 | Grotte de la Brauge                  | Plazac                        |                                | 45° 02′ 02″ N, 1° 03′ 20″ E | +0572, m          | NC              | Spéléométrie de la France                  | 2000-12     |
| 54 | Grotte du Gué de la Roque            | Lamonzie-Montastruc           |                                | 44° 54′ 31″ N, 0° 35′ 57″ E | +0550, m          | NC              | Spéléométrie de la France                  | 2000-12     |
| 55 | Grotte des Ourtaloux no 1            | Manaurie                      |                                | 44° 57′ 32″ N, 0° 57′ 50″ E | +0542, m          | NC              | Spéléométrie de la France                  | 2000-12     |
| 56 | Grotte de Bourg-des-Maisons          | Bourg-des-Maisons             |                                | 45° 20′ 53″ N, 0° 26′ 19″ E | +0530, m          | NC              | Spéléométrie de la France                  | 2000-12     |
| 57 | Grotte de Brungidou                  | Mauzens-et-Miremont           |                                | 44° 59′ 34″ N, 0° 56′ 26″ E | +0527, m          | NC              | Spéléométrie de la France & Spelunca no 72 | 2000-12     |
| 58 | Ruisseau souterrain de Barjou        | Sainte-Croix                  |                                | 44° 42′ 54″ N, 0° 49′ 03″ E | +0520, m          | NC              | Spéléométrie de la France                  | 2000-12     |
| 59 | Perte de la Couronnade               | Molières                      |                                | 44° 48′ 05″ N, 0° 50′ 58″ E | +0520, m          | NC              | Spéléométrie de la France                  | 2000-12     |
| 60 | Grotte supérieure des Douymes        | Azerat                        |                                | 45° 10′ 24″ N, 1° 06′ 33″ E | +0518, m          | NC              | Spéléométrie de la France                  | 2000-12     |
| 61 | Grotte des Combarelles               | Les Eyzies-de-Tayac-Sireuil   |                                | 44° 56′ 36″ N, 1° 02′ 32″ E | +0511, m          | NC              | Spéléométrie de la France                  | 2000-12     |
| 62 | Perte de la Jasse                    | Chourgnac                     |                                | 45° 14′ 00″ N, 1° 03′ 56″ E | +0510, m          | NC              | Spéléométrie de la France                  | 2000-12     |
| 63 | Grotte de Caillaud                   | Teyjat                        |                                | 45° 34′ 57″ N, 0° 34′ 09″ E | +0510, m          | NC              | Spéléométrie de la France                  | 2000-12     |
| 64 | Évent de Bos Nègre                   | Terrasson-Lavilledieu         |                                | 45° 04′ 51″ N, 1° 18′ 01″ E | +0507, m          | NC              | Spéléométrie de la France                  | 2000-12     |
| 65 | Grotte de Lacoste                    | Orliac                        |                                |                             | +0500, m          | NC              | Spéléométrie de la France                  | 2000-12     |
| 66 | Grotte de Paricaud                   | Chancelade                    |                                | 45° 12′ 40″ N, 0° 39′ 52″ E | +0500, m          | NC              | Spéléométrie de la France                  | 2000-12     |
| 67 | Grotte de Saint-Sulpice              | Saint-Sulpice-d'Eymet         |                                |                             | +0500, m          | NC              | Spéléométrie de la France                  | 2000-12     |
| 68 | Grotte de Caramen                    | Saint-Amand-de-Coly           |                                | 45° 03′ 18″ N, 1° 14′ 00″ E | +0500, m          | NC              | Spéléométrie de la France                  | 2000-12     |